# Campionato europeo femminile di pallacanestro Under-16 1995
Il Campionato europeo femminile di pallacanestro Under-16 1995 (noto anche come FIBA EuroBasket Women Under-16 1995) si è svolto in Polonia, a Władysławowo.

## Classifica finale
| Campione d'Europa | Campione d'Europa | Campione d'Europa |
| ----------------- | ----------------- | ----------------- |
| Russia            |                   |                   |
| Argento           | Italia            |                   |
| Bronzo            | Belgio            |                   |
| 4.                | Spagna            |                   |
| 5.                | Bielorussia       |                   |
| 6.                | Bulgaria          |                   |
| 7.                | Grecia            |                   |
| 8.                | Rep. Ceca         |                   |
| 9.                | Germania          |                   |
| 10.               | Slovacchia        |                   |
| 11.               | Polonia           |                   |
| 12.               | Slovenia          |                   |